# Jean Sylvain Bailly

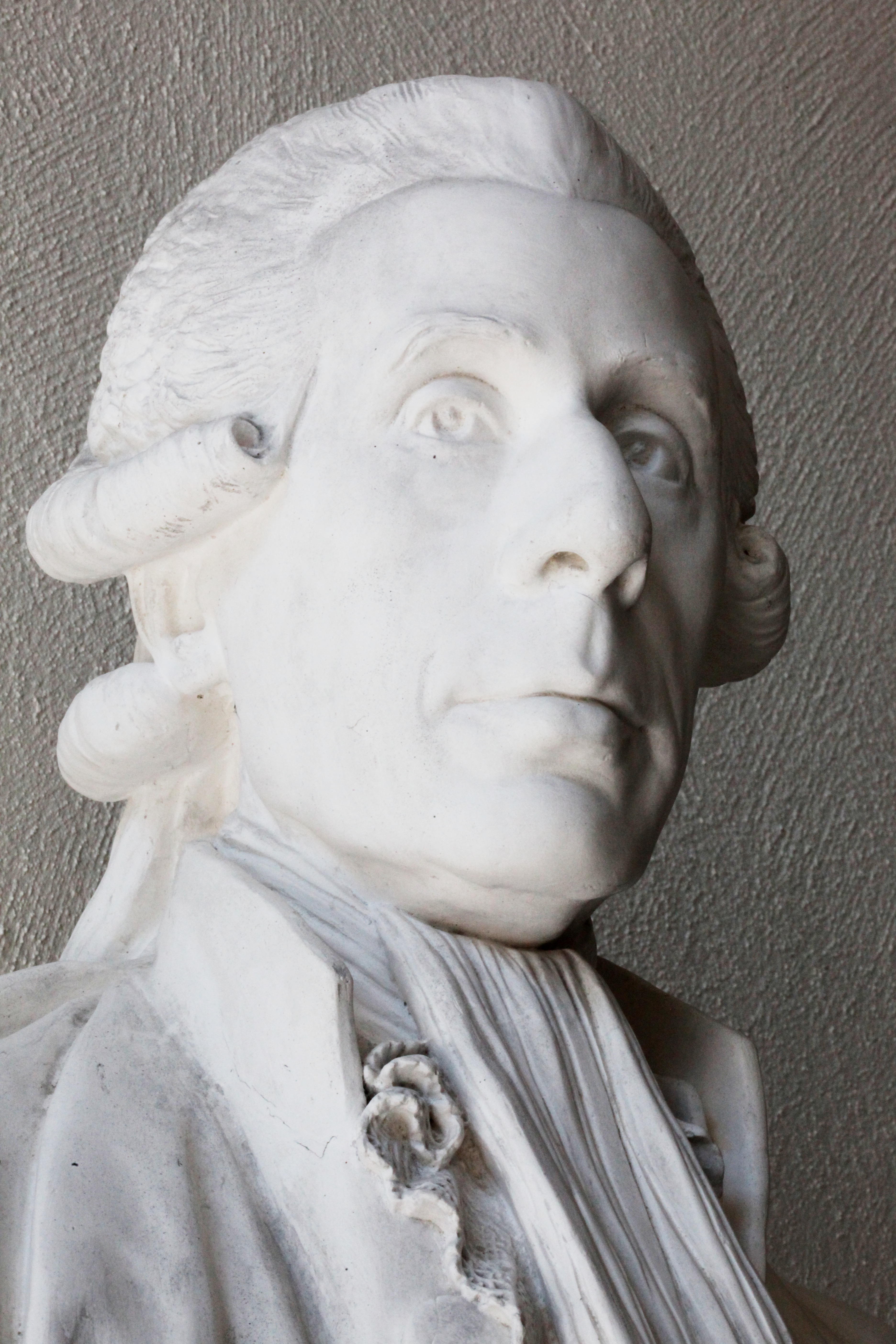
Bustul lui Jean Sylvain Bailly, realizat de Louis-Pierre Deseine

Jean Sylvain Bailly (n. 15 septembrie 1736 - d. 12 noiembrie 1793) a fost un astronom, memorialist, orator și om politic francez, membru al Academiei Franceze și al Academiei Franceze de Științe.
A participat la Revoluția Franceză din 1789 și a fost președinte al Adunării Constituante și primul primar al municipalității revoluționare a Parisului.
Susținător al reconcilierii cu monarhia, a fost considerat trădător al revoluției în timpul dictaturii iacobine și condamnat la moarte prin ghilotinare.
În memoria sa, cel mai mare crater de pe Lună îi poartă numele.